# Achiote (Naranjito)
Achiote es un barrio ubicado en el municipio de Naranjito en el estado libre asociado de Puerto Rico. En el Censo de 2010 tenía una población de 3919 habitantes y una densidad poblacional de 523,21 personas por km².

## Geografía
Achiote se encuentra ubicado en las coordenadas 18°18′44″N 66°14′44″O / 18.31222, -66.24556. Según la Oficina del Censo de los Estados Unidos, Achiote tiene una superficie total de 7,49 km², de la cual 7,25 km² corresponden a tierra firme y (3,22%) 0,24 km² es agua.

## Demografía
Según el censo de 2010, había 3919 personas residiendo en Achiote. La densidad de población era de 523,21 hab./km². De los 3919 habitantes, Achiote estaba compuesto por el 86.43% blancos, el 6,28% eran afroamericanos, el 0,26% eran amerindios, el 0,08% eran asiáticos, el 4,95% eran de otras razas y el 2,02% pertenecían a dos o más razas. Del total de la población el 99,74% eran hispanos o latinos de cualquier raza.